# حمام گپ
حمام گپ (حمام آسیا) مربوط به دوره صفویه است و در خرم‌آباد، میدان گپ، در مجاورت خیابان حافظ واقع شده و این اثر در تاریخ ۱۷ خرداد ۱۳۷۸ با شمارهٔ ثبت ۲۳۵۷ به‌عنوان یکی از آثار ملی ایران به ثبت رسیده است. حمام تاریخی گپ (آسیا) که بخش اصلی آن بر روی چهارستون سنگی قرار گرفته، در دوران صفویه ساخته شده است.
این حمام به وسیله چند پله ارتباطی از خیابان مجاور (خیابان حافظ) به سربینه مرتبط می‌گردد که در حدود سه متر از سطح خیابان پائین‌تر است.
در گوشه شمال شرقی ورودی حمام گرم (در حد فاصل حمام گرم و حمام سرد) فضایی کوچک با پوشش تاقی ساخته شده که بخشی از آن جهت استقرار دلاک و بخشی دیگر جهت انجام کارهای نظافتی تعبیه شده است.
علاوه بر این‌ها این گونه فضاهای حد فاصل در حمام‌های قدیمی، جلوگیری از تغییر هوای ناگهانی حمام گرم و سرد بوده که معمولاً پس از استحمام و خروج از حمام گرم به فضایی سردتر از حمام گرم و گرم‌تر از حمام سرد وارد می‌شده‌اند تا از ناراحتی‌هایی که ممکن بوده در اثر این تغییر هوای ناگهانی بوجود آید، جلوگیری شود.
حمام گرم از نظر فضاهای داخلی شبیه حمام سرد است که بخشی از آن به دلیل استفاده از آب شهری به دوش‌های خصوصی تبدیل شده (که مدتها پیش دوش ها جمع آوری شد) و ورودی خزینه نیز مسدود گردیده بود.
این حمام همچنین دارای دو چال حوض (فضایی برای شنا که آب آن نه خیلی گرم و نه خیلی سرد بوده) بوده که در حال حاضر مسدود می‌باشند.
از سوی دیگر بخش اصلی حمام در مرکز بنا بر روی چهارستون سنگی قرار گرفته که در چهار جهت آن، چهاررختکن با پلان صلیبی قرار دارند.
پوشش رختکن تاق و تویزه است و فضای چهارضلعی مرکزی نیز به وسیله کاربندی به پلان گرد تبدیل شده است. در مرکز گنبد این حمام جامخانه‌ای قرار دارد که نور فضای داخلی را تأمین می‌کند.
ورودی دیگری نیز در گوشه جنوب شرقی قرار دارد که به پشت حمام گرم و بخش تون حمام راه دارد.
این نکته ضروری است که فضای تون به وسیله موتور و نفت سیاه حرارت مورد نیاز برای حمام را در سال‌های گذشته فراهم می‌نمود.
البته در زمان ساخت حمام سوخت مورد نیاز چوب، هیمه، خار و خاشاک و مواد سوختی مشابه بودند که فضاهای انبار مورد نیاز آن‌ها هنوز هم باقی است.
حمام صفویه گپ به شماره ۲۳۵۷ در فهرست آثار تاریخی به ثبت ملی رسیده است.
این حمام قدیمی با واگذاری به بخش خصوصی به عنوان یک مجموعه فرهنگی و پذیرایی در شهر خرم‌آباد تغییر کاربری یافته است.